# معضلة تساوي شكل زمرة
في الجبر التجريدي, تكون مشكلة تماثل المجموعة مشكلة قرار من تحديد ما إذا كانت أثنين من عروض المجموعة تقدم مجموعات تماثلية.
قدد حددت مشكلة التماثل من قبل ماكس ديهن في 1911 كواحد من ثلاثة المشاكل الأساسية في نظرية المجموعات; و المشكلتين الأخرى هس مشكلة الكلمة و المشكلة الترافقية conjugacy problem. كل هذه المشاكل الثلاثة غير قابلة للقرار حيث لا يوجد خوارزمية حاسوبية يمكن أن تحل بشكل صحيح كل مشاكل التمثال، أو المشكلتين الأخرتين، مع غض النظر عن مقدار الزمن التي تسمح للخوارزم بأن تعمل.